# سيرجيو بريغينتي
سيرجيو بريغينتي (بالإيطالية: Sergio Brighenti)‏ هو مدرب كرة قدم ولاعب كرة قدم إيطالي في مركز الهجوم، ولد في 23 سبتمبر 1932 في مودينا في إيطاليا. شارك مع منتخب إيطاليا لكرة القدم. أما مع النوادي، فقد لعب مع إنتر ميلان ونادي بادوفا ونادي تريستينا ونادي تورينو ونادي سامبدوريا ونادي مودينا.

## وصلات خارجية
- سيرجيو بريغينتي على موقع قاعدة بيانات كرة القدم.إي يو (الإنجليزية)
- سيرجيو بريغينتي على موقع ناشيونال فوتبول تيمز (الإنجليزية)
- سيرجيو بريغينتي على موقع عالم كرة القدم.نت (الإنجليزية)